# Igreja Paroquial de Santa Cruz
A Igreja Paroquial de Santa Cruz, também conhecida como Igreja Matriz de Santa Cruz, é um monumento religioso na freguesia de Santa Cruz, no concelho de Almodôvar, em Portugal.

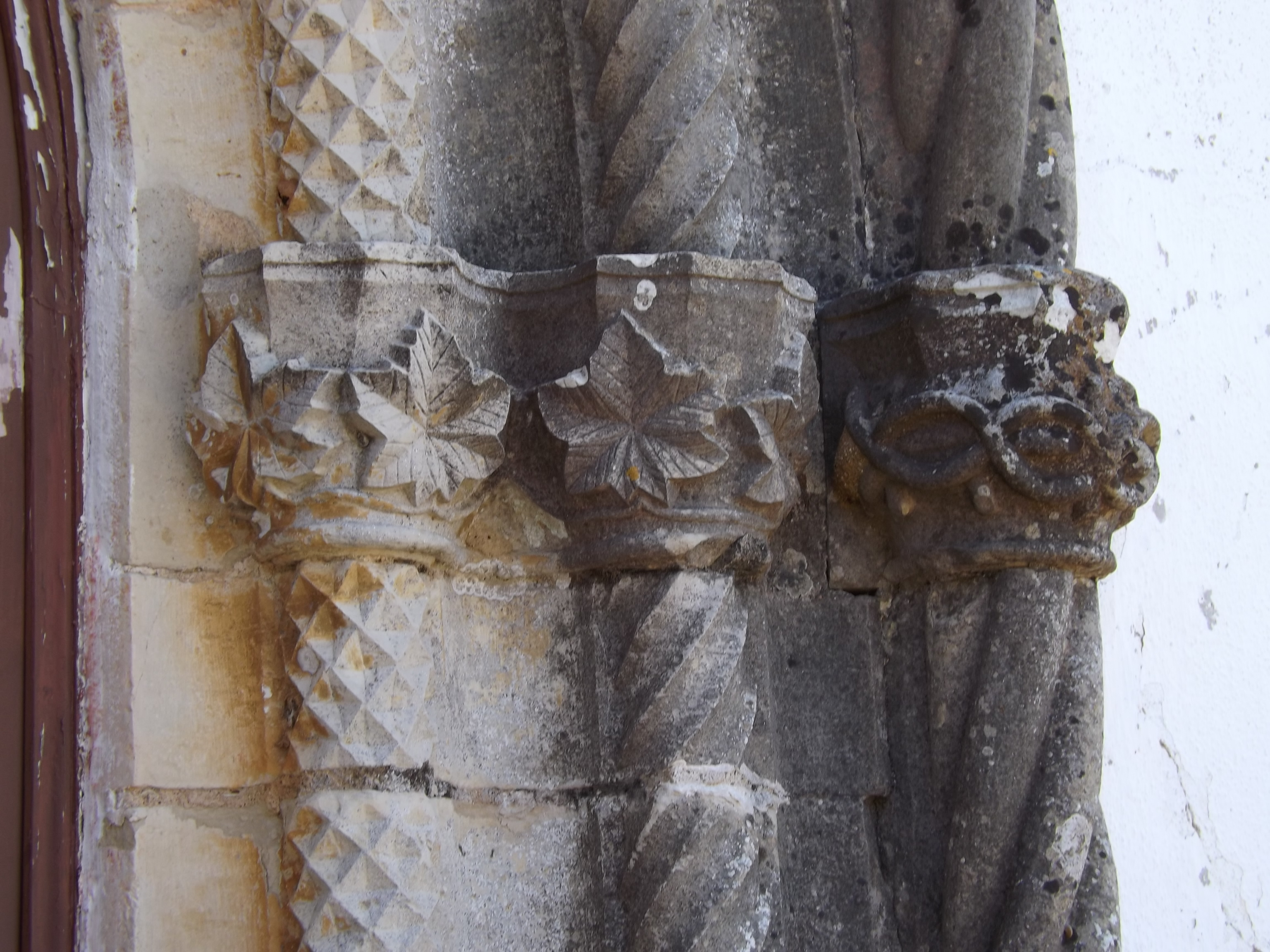
Pormenor dos capitéis, no portal principal da igreja.

## Descrição
O santuário situa-se fora da povoação de Santa Cruz, fazendo parte de um conjunto de edifícios que também inclui um oratório dedicado a Nossa Senhora da Lapa, a Capela de São Bento, em ruínas, uma fonte e um lavadouro público.
integra-se na corrente manuelina. Tinha originalmente duas torres, mas uma foi destruída no século XVIII. O portal principal, também no estilo manuelino, é de volta perfeita com três arquivoltas, sendo as primeiras duas torsas ou em cordame, enquanto que a interior é reticulada, em forma de favos de abelha. Os capitéis estão ornamentados com motivos naturalistas. O interior está organizado em três naves, sacristia e uma capela-mor, esta última com cobertura em abóboda estrelada. Na capela-mor destacam-se igualmente os frescos do século XVII, e os retábulos com talha dourada barroca. No interior também é de especial interesse a decoração na abóbada da capela lateral, retratando a cena de Jesus Cristo no Horto, onde é visível a sua doença, que o fazia sangrar em mistura com o suor.

## História
A igreja foi construída no século XVI, embora alguns elementos, como o remate da torre sineira, os frescos da capela-mor e a sacristia, sejam do período seiscentista, como se pode comprovar pela inscrição 1681 no lavabo desta última. Foi provavelmente fundada como parte do programa de mecenato do comendador de Almodôvar, D. Fernão de Mascarenhas, e da sua esposa, D. Violante Henriques, cujas armas estão retratadas na ábside da capela-mor da igreja.
Nos princípios do século XVIII, foi destruída a torre do relógio.
A igreja foi classificada como Imóvel de Interesse Público pelo Decreto n.º 40:361, de 20 de Outubro de 1955. Em 1962, a Direcção-Geral dos Edifícios e Monumentos Nacionais fez obras de reconstrução na cobertura das naves, e em 1966 reconstruiu as coberturas da sacristia e da ábside. Em 1968 voltou a ser alvo de trabalhos de restauro, incidindo sobre o exterior, as portas e os merlões da capela-mor. Em 1981 foram feitas obras de conservação nas coberturas, nas portas e nas naves, e no ano seguinte foram reparados os rebocos interiores, os pavimentos e os tectos.